# Championnat du Suriname de football 2004-2005
Navigation
Saison précédente Saison suivante
La saison 2004-2005 du Championnat du Suriname de football est la soixante-neuvième édition de la Hoofdklasse, le championnat de première division au Suriname. Les quatorze formations de l'élite sont réunies au sein d'une poule unique où elles s'affrontent deux fois au cours de la saison. À l'issue du championnat, les deux derniers du classement sont relégués et remplacés par les deux meilleurs clubs de Eerste Klasse.
C'est le SV Robinhood qui remporte la compétition cette saison après avoir terminé en tête du classement final, avec huit points d'avance sur le Royal'95 et neuf sur le tenant du titre, Walking Bout Company. Il s’agit du vingt-deuxième titre de champion du Suriname de l'histoire du club.

## Les clubs participants
- SV Voorwaarts
- Super Red Eagles
- SCSV Takdier Boys - Promu de Eerste Klasse
- SV Leo Victor
- Inter Moengotapoe
- Royal'95
- SV Randjiet Boys - Promu de Eerste Klasse
- SV Cosmos
- SV Ricanaumoffo
- FCS Nacional
- Walking Bout Company
- SV Transvaal
- SV Young Rhythm
- SV Robinhood

## Compétition
Le barème de points servant à établir le classement se décompose ainsi :
- Victoire : 3 points
- Match nul : 1 point
- Défaite : 0 point

### Classement
| Rang | Équipe                | Pts | J  | G  | N | P  | Bp | Bc | Diff |
| ---- | --------------------- | --- | -- | -- | - | -- | -- | -- | ---- |
| 1    | SV Robinhood          | 62  | 26 | 19 | 5 | 2  | 71 | 28 | +43  |
| 2    | Royal'95              | 54  | 26 | 16 | 6 | 4  | 57 | 39 | +18  |
| 3    | Walking Bout CompanyT | 53  | 26 | 16 | 5 | 5  | 66 | 40 | +26  |
| 4    | SV Cosmos             | 48  | 26 | 15 | 3 | 8  | 50 | 35 | +15  |
| 5    | FCS NacionalC         | 45  | 26 | 13 | 6 | 7  | 57 | 36 | +21  |
| 6    | SV Transvaal          | 42  | 26 | 12 | 6 | 8  | 39 | 32 | +7   |
| 7    | SV Voorwaarts         | 38  | 26 | 11 | 5 | 10 | 33 | 39 | -6   |
| 8    | SV Leo Victor         | 34  | 26 | 10 | 4 | 12 | 36 | 41 | -5   |
| 9    | Inter Moengotapoe     | 25  | 26 | 7  | 4 | 15 | 43 | 49 | -6   |
| 10   | Super Red Eagles      | 25  | 26 | 7  | 4 | 15 | 33 | 45 | -12  |
| 11   | SV Randjiet BoysP     | 25  | 26 | 7  | 4 | 15 | 28 | 46 | -18  |
| 12   | SCSV Takdier BoysP    | 24  | 26 | 5  | 9 | 12 | 35 | 55 | -20  |
| 13   | SV Young Rhythm       | 19  | 26 | 6  | 1 | 19 | 32 | 71 | -39  |
| 14   | SV Ricanaumoffo -3    | 15  | 26 | 4  | 6 | 16 | 18 | 42 | -24  |

|  | Qualification pour la CFU Club Championship 2005                                     |
|  | Relégation directe en Eerste Klasse                                                  |
|  | T : Tenant du titre C : Vainqueur de la Coupe du Suriname P : Promu de Eerste Klasse |

- Le SV Ricanaumoffo reçoit trois points de pénalité après avoir abandonné le match face aux Super Red Eagles, lors de la 8e journée.

## Bilan de la saison
| Championnat du Suriname de football 2004-2005 |                          |
| Champion                                      | SV Robinhood (22e titre) |
| Coupes et trophées                            |                          |
| Vainqueur de la Coupe du Suriname 2004-2005   | Super Red Eagles         |
| Qualifications continentales                  |                          |
| CFU Club Championship 2005                    | SV Robinhood             |
| CFU Club Championship 2005                    | Royal'95                 |
| Promotions et relégations                     |                          |
| Promus en Hoofdklasse                         | SV Boma Star             |
| Promus en Hoofdklasse                         | SV Boskamp               |
| Relégués en Eerste Klasse                     | SV Young Rhythm          |
| Relégués en Eerste Klasse                     | SV Ricanamauffo          |